# Marianne Myklebust
Marianne Myklebust (* 27. November 1967) ist eine ehemalige norwegische Skilangläuferin.

## Werdegang
Myklebust startete international erstmals bei den Nordischen Junioren-Skiweltmeisterschaften 1986 in Lake Placid und holte dort die Goldmedaille mit der Staffel. Ihr erstes von vier Weltcupeinzelrennen lief sie im März 1986 in Lahti, das sie auf dem siebten Platz über 5 km klassisch beendete. Zudem wurde sie dort Zweite mit der Staffel und erreichte zum Saisonende den 29. Platz im Gesamtweltcup. In der Saison 1992/93 errang sie den 25. Platz über 10 km Freistil in Cogne und den 53. Platz über 5 km klassisch in Lillehammer und erreichte damit den 61. Platz im Gesamtweltcup. Im Dezember 1992 siegte sie im Continental-Cup in Davos über 5 km klassisch und belegte dort über 5 km Freistil den zweiten Platz. Ihr letztes Weltcupeinzelrennen absolvierte sie im Februar 1995 in Oslo, das sie auf dem 41. Platz über 30 km klassisch beendete.

## Siege bei Continental-Cup-Rennen
| Nr. | Datum             | Ort   | Disziplin      | Serie           |
| --- | ----------------- | ----- | -------------- | --------------- |
| 1.  | 20. Dezember 1992 | Davos | 5 km klassisch | Continental-Cup |